# Pressignac-Vicq
Pressignac-Vicq là một xã của Pháp, nằm ở tỉnh Dordogne trong vùng Aquitaine của Pháp.

## Hành chính
| Danh sách các xã trưởng                |             |                     |                  |         |
| Giai đoạn                              | Giai đoạn   | Tên                 | Đảng             | Tư cách |
| tháng 3 năm 2001                       | đương nhiệm | Jean-Marie Philippo | không chính thức | hưu trí |
| Tất cả các dữ liệu trước đây không rõ. |             |                     |                  |         |

## Thông tin nhân khẩu
| Năm    | 1962 | 1968 | 1975 | 1982 | 1990 | 1999 | 2006 |
| ------ | ---- | ---- | ---- | ---- | ---- | ---- | ---- |
| Dân số | 313  | 341  | 341  | 349  | 385  | 448  | 453  |